# Marius Maffray
Marius Maffray est un homme politique français né le 22 mars 1894 à Hommes (Indre-et-Loire) et décédé le 6 novembre 1967 à Tours

## Biographie
Commerçant en vins, il est élu maire d'Hommes en 1919, puis conseiller général du canton de Château-la-Vallière en 1922. Après deux échecs, il est élu député SFIO en 1936.
Il vote les pleins pouvoirs au maréchal Pétain le 10 juillet 1940. À la libération, il ne se représente pas aux élections et se contente de militer au Parti socialiste démocratique de Paul Faure. Il redevient conseiller municipal d'Hommes en 1955.

## Sources
- « Marius Maffray », dans le Dictionnaire des parlementaires français (1889-1940), sous la direction de Jean Jolly, PUF, 1960 [détail de l’édition]